# Cryptophagus oromii
Cryptophagus oromii là một loài bọ cánh cứng trong họ Cryptophagidae. Loài này được Otero miêu tả khoa học năm 1989.